# Caesars Atlantic City
Caesars Atlantic City  es un hotel y casino, localizado en Atlantic City, Nueva Jersey, Estados Unidos. Como el Caesars Palace en Las Vegas, tiene también un tema de la Antigua Roma. Es el segundo casino de Atlantic City y fue inaugurado en mayo de 1979 como el Caesars Boardwalk Regency Hotel Casino. Fue renombrado a Caesars Atlantic City en 1983. El casino de 11.587 metros cuadrados tiene más de 3.400 máquinas de juegos y es el más grande en Atlantic City. Caesars Atlantic City tiene tres propiedades hermanas: Bally's Atlantic City, Harrah's Atlantic City y Showboat Casino, Atlantic City.  